# Animal Face-Off
Animal Face-Off è una popolare serie di Discovery Channel in cui vari esperti di animali sono invitati per confrontare le abilità in combattimento di alcuni grandi animali selvatici e predire quali di questi uscirebbero vivi da uno scontro a morte con i loro avversari. I ventiquattro animali sono abbinati a coppie secondo criteri geografico-ambientali, e fatti combattere in un ricostruzione virtuale del loro habitat, con una lotta simulata in computer grafica della durata di poco più di un minuto ciascuna.
La serie adotta un approccio proto-scientifico, e ogni scontro virtuale è preceduto da diversi test con macchine biomeccaniche per misurare le capacità fisiche degli animali (mentre gli aspetti comportamentali sono meno considerati nel loro insieme). 
Alla fine di ogni episodio, viene mostrato solo il risultato più probabile, tuttavia non viene indicato il valore della probabilità di vittoria dei vari animali l'uno sull'altro.
Alcuni episodi del programma sono stati oggetto di critiche e perplessità da parte degli spettatori, come visibile sul sito http://www.tv.com/animal-face-off/show/26169/episode.html?shv=guide&season=1. Nonostante l'approccio proto-scientifico, il programma risulterebbe intriso di una forte soggettività; non terrebbe conto del reale comportamento di certi animali in natura e alcuni degli scontri proposti sono tra animali che non si incontrerebbero mai in natura.
Ne è stata trasmessa una sola stagione, costituita dai 12 episodi presentati sotto. Di ciascun episodio viene qui di seguito data soltanto la descrizione del duello virtuale.

## Coccodrillo marino contro squalo bianco
Lo squalo bianco si aggira in cerca di cibo nei pressi della costa australiana. Un coccodrillo marino sta nuotando in queste acque in cerca di un nuovo territorio. Lo squalo individua il rettile e cerca di morderlo alla coda, ma il coccodrillo, abituato a combattere con i suoi simili, schiva il morso e si lancia al contrattacco mordendogli la coda; tuttavia non riesce a trattenere il veloce squalo e molla la presa. Lo squalo si allontana per un momento e poi ritorna all'attacco, ma il coccodrillo assesta il primo morso e con un "giro della morte" riesce a strappare la pinna pettorale destra allo squalo. Ferito, ma non mortalmente, lo squalo si lancia nuovamente all'assalto, ma il coccodrillo gli viene incontro, questa volta mirando alla testa del pesce. Con le sue ampie fauci il rettile riesce a mordere il "muso" dello squalo, mentre questo non riesce a fare altrettanto con il muso del coccodrillo perché la bocca del pescecane è posta troppo in basso. Il coccodrillo cerca di assestargli il colpo fatale con un secondo giro della morte, ma a questo punto si ritrova a vuoto di energia e comincia ad affondare a pancia in su trascinandosi dietro lo squalo. Se rimanesse in quella posizione morirebbe anche lui, quindi decide di lasciare la presa e di tornare in superficie per respirare, e questo risparmia la vita allo squalo che malgrado le gravi ferite è ancora molto forte. Lo squalo si rigira nella posizione normale del corpo e coglie l'opportunità di mordere il morbido ventre del coccodrillo esposto verso il basso. Si lancia ad un veloce assalto dal fondo senza che il coccodrillo se ne accorga e gli assesta un unico morso mortale nel suo ventre.
Vincitore: lo squalo.

## Elefante africano contro rinoceronte bianco
Un elefante africano maschio e un rinoceronte bianco stanno pascolando nella savana africana a una certa distanza tra loro. Quando il rinoceronte avverte la presenza dell'elefante si innervosisce e lo minaccia agitando la testa e le zampe, e l'elefante gli risponde agitando le grandi zanne e le orecchie come dimostrazione di forza. Tuttavia il rinoceronte non si intimidisce e si lancia ad una veloce corsa verso l'elefante, il quale risponde cominciando esso stesso a correre. I due erbivori giganti tuttavia non riescono a colpirsi a vicenda perché l'intelligente elefante esegue un giro del suo corpo che fa terminare a vuoto l'attacco del rinoceronte. Quest'ultimo ritorna indietro e cerca di infilzare il lungo corno anteriore nella gola dell'elefante, ma non ci riesce perché l'elefante è molto più alto. L'elefante reagisce cercando di colpirlo con le zanne, ma il rinoceronte è agile e riesce a schivare per un certo tempo i suoi colpi. Alla fine però l'elefante gli mette le zanne sotto il corpo, lo solleva con queste e poi gliele infila sui fianchi. Il rinoceronte è ancora vivo ma ormai incapace di reagire, e all'elefante non gli rimane altro che infilargli una seconda volta le zanne nello stesso punto rompendosene una nel processo, e infine gettarlo a terra con una potente spinta del capo. L'elefante mette le proprie zampe anteriori sul suo torace e gli dà il colpo di grazia schiacciandolo sotto il suo enorme peso.
Vincitore: l'elefante.

## Leone asiatico contro tigre
Un leone asiatico maschio si aggira per le rovine di un'antica città indiana, quando vede a distanza una tigre del Bengala che sta divorando una preda. Le lancia un ruggito di sfida, e la tigre risponde. Il leone si lancia ad una corsa veloce verso l'altro felino, ma una volta giunto a destinazione si scontra con la tigre ed entrambi cadono al suolo. La tigre recupera per prima e balza sopra il leone cercando di mordergli la gola, ma il leone l'afferra con le zampe anteriori e la trattiene dal suo proposito. I due animali rimangono in questa posizione per un po' di tempo, quando la tigre decide di lasciare la presa e indietreggia di qualche passo. I due grandi felini si minacciano nuovamente a vicenda con dei ruggiti, e cominciano a combattere come due pugili sollevandosi sulle zampe posteriori e assestando colpi alla testa dell'avversario con quelle anteriori, ma nessuno dei due riesce a ferire mortalmente l'altro. A questo punto viene il momento cruciale: la tigre, abituata a uccidere le prede con un singolo morso ma meno esperta nel combattimento, decide di finire rapidamente la battaglia lanciandosi contro il leone ma quest'ultimo con un colpo la stordisce e le assesta un morso alla gola uccidendola.
Vincitore: il leone

## Ippopotamo contro squalo leuca
Un ippopotamo semisommerso in un fiume africano ha una ferita sul collo provocata da un altro individuo della sua specie durante un combattimento, e l'odore del sangue attira uno squalo leuca che si avvicina al possibile pasto. Comincia con un colpo esploratorio sul fianco del mammifero, e rendendosi conto che è commestibile lo morde in un punto vicino. L'ippopotamo urla di dolore, ma lo squalo non riesce a strappargli la carne perché la pelle soprastante è troppo dura e la sua forma del corpo è troppo ampia da afferrare bene. Allora lo squalo si lancia all'attacco dell'unico punto vulnerabile dell'animale, la piccola coda, e gliela strappa con un movimento laterale delle mascelle dentate. Quando però si lancia all'attacco di una zampa posteriore, persino questa si rivela troppo dura per lo squalo. L'ippopotamo avendo la testa fuori dall'acqua non poteva vedere il suo aggressore, ma il dolore lo fa infuriare: si sommerge e comincia ad avanzare lentamente verso il pesce. Quest'ultimo si lancia nuovamente all'attacco, ma l'ippopotamo spalanca le sue enormi mascelle e lo squalo finisce dritto nella bocca dell'erbivoro, il quale lo morde infilzandolo con le zanne e frantumandogli la testa.
Vincitore: l'ippopotamo.

## Lupo contro puma
Un lupo lasciato momentaneamente solo dagli altri compagni di branco sta consumando il suo pasto, quando un puma vede la carne e si avvicina per investigare. Vedendo il suo cibo in pericolo, il lupo risponde al puma ringhiandogli minaccioso e si lancia di corsa verso di lui mordendolo alla zampa posteriore. Il puma si difende conficcandogli gli artigli sul corpo del lupo il quale però riesce a sfuggire grazie alla sua velocità nella corsa. Il puma carente di energia indietreggia, ma il lupo si lancia nuovamente su di lui mordendogli questa volta la zampa anteriore. Questa volta riesce a sbilanciare il puma e cerca di morderlo alla gola per ucciderlo, ma il puma reagisce afferrandolo con gli artigli anteriori e graffiandolo con quelli posteriori: alla fine le zampe posteriori assestano un calcio potente che scaraventa il lupo per terra stordendolo. Il puma termina la sua lotta mordendo il lupo nel collo uccidendolo, ma il resto del branco di lupi (che aveva udito i richiami che il loro compagno aveva emesso durante la lotta) si avvicina al puma costringendolo a ritirarsi.
Vincitore: il puma.

## Orso polare contro tricheco
Un orso polare si avvicina a un tricheco che uscendo dall'acqua è salito sul ghiaccio. Il tricheco tenta la fuga ritornando in acqua, ma l'orso lo trattiene con le enormi zampe anteriori e cerca di mordergli il collo, ma senza risultato poiché la pelle del pinnipede è troppo dura. Il tricheco cerca di difendersi colpendolo con le sue zanne, ma è troppo lento sulla terraferma. L'orso cambia tattica e tenta di ferirgli la testa con i grandi unghioni delle zampe anteriori, ma ancora una volta non riesce ad infliggere danni seri all'animale. Il tricheco riprende la sua corsa verso l'acqua, l'orso cerca di trattenerlo ma alla fine scivola e cade anch'esso nel mare trascinato dalla sua preda. Nel suo elemento il tricheco dimostra di essere più veloce e agile dell'orso: quest'ultimo non riesce più a trattenerlo e il mammifero marino gli assesta due paia di "pugnalate" sul corpo, ferendolo ma senza ucciderlo poiché l'orso polare ha anch'esso una protezione nel suo corpo. Tuttavia l'orso si trova in difficoltà poiché non può trattenere tanto a lungo il respiro, e sale in superficie cercando di salire sul ghiaccio per mettersi al riparo, ma ormai è troppo debole a causa delle ferite. Il tricheco ritorna indietro e gli assesta il colpo di grazia pugnalandolo in profondità nella schiena.
Vincitore: il tricheco

## Tigre siberiana contro orso bruno
Un enorme orso bruno siberiano è in cerca di cibo per accumulare il grasso necessario per superare l'inverno in ibernazione. Vede una carcassa e si avvicina, ma la preda è già stata cacciata da una tigre siberiana che si sta sfamando dopo un lungo digiuno. Il felino non ha intenzione di spartirla con l'orso, e il bottino può significare per entrambi la differenza tra la vita e la morte: quindi la tigre si lancia all'attacco dell'orso con tutto il suo peso. L'orso però si alza sulle zampe posteriori e riesce ad assorbire l'impatto senza perdere l'equilibrio. La tigre cerca di morderlo alla gola ma l'orso glielo impedisce usando le zampe anteriori, e a un certo punto riesce a colpirla e a tramortirla al suolo. Credendola morta, il grande onnivoro si dirige verso la carcassa, ma la tigre non è finita: si rialza e gli balza sulla schiena da dietro. Ancora una volta però non ottiene nessun effetto, e l'orso riesce a disarcionarla facilmente. La tigre comincia ad essere stanca, e l'orso molto più resistente assesta una zampata sulla schiena elastica del felino, e per assicurarsi di averla uccisa le dà un morso demolitore sul collo.
Vincitore: l'orso.

## Leone contro coccodrillo del Nilo
Il leone maschio sta per mangiare la preda che ha abbattuto nei pressi di un fiume, ma un coccodrillo del Nilo esce dall'acqua con l'intento di rubargliela. Il leone si avvicina al rettile cercando un punto per morderlo, ma il coccodrillo gira rapidamente la testa per afferrarlo senza risultato, poiché il felino ha ottimi riflessi. Il leone poi si avvicina alla coda del coccodrillo ma quest'ultimo la usa come una frusta senza però colpire il mammifero. Allora il felino gli balza addosso sulla schiena, ma non può ferirlo perché il coccodrillo è coperto da una corazza ossea impenetrabile, inoltre il rettile esegue un "giro della morte" disarcionando il leone. I due avversari sono alla pari, allora il coccodrillo decide di dirigersi nel fiume per tentare un attacco a sorpresa. Il leone si avvicina alla riva tentando di scorgere il rettile, ma questo è invisibile sott'acqua. Infine il coccodrillo emerge all'improvviso fuori dall'acqua e questa volta il leone non riesce a schivarlo: viene afferrato dalle mascelle del coccodrillo che lo trascina in acqua e lo uccide con un giro della morte che gli spezza il collo.
Vincitore: il coccodrillo.

## Anaconda contro giaguaro
L'anaconda sta totalmente immersa in un fiume amazzonico aspettando il momento adeguato per attaccare una preda. Un giaguaro intento a cercare del cibo le si avvicina inavvertitamente. Il felino percepisce il pericolo ma non può vedere il serpente perché l'acqua è troppo torbida. Il canto di un uccello gli fa voltare la testa per un attimo, e l'anaconda si lancia all'attacco, lo afferra sul collo e lo trascina in acqua avvinghiandolo con le sue spire. Il giaguaro però riesce a togliere la testa dalle mascelle del serpente e morde la coda di quest'ultimo: normalmente un morso così sarebbe fatale per gran parte degli animali, tuttavia il serpente può ancora muovere gran parte del suo lungo corpo. A questo punto la situazione si ribalta: l'anaconda temendo le armi dell'avversario lo libera e tenta di fuggire nuotando, ma il giaguaro ha deciso di mangiarsela, quindi afferra la parte posteriore del suo corpo con le mascelle e cerca di "pescarla" fuori dall'acqua. Tuttavia l'anaconda è molto lunga, e prima che il mammifero riesca a tirarla fuori intera, il serpente gira verso di lui la parte anteriore del proprio corpo e lancia un secondo assalto improvviso, questa volta mordendolo dritto nella testa. Il giaguaro ormai è troppo stanco per combattere e l'anaconda lo soffoca tra le sue spire sulla terra asciutta.
Vincitore: l'anaconda.

## Gorilla contro leopardo
I due animali si incontrano di sera nella foresta tropicale africana. Entrambi temono per la loro famiglia, e quindi cominciano a minacciarsi a vicenda. Il gorilla avanza battendosi il petto e urlando, ma il leopardo approfitta della sua visione notturna per tendere alla scimmia un attacco a sorpresa da una roccia vicina, sfruttando il fatto che il gorilla non può vederlo bene. Quindi la pantera si lancia all'attacco e salta sul gorilla mordendolo alla spalla, senza però riuscire ad asfissiarlo. Il gorilla si libera facilmente del felino, il quale però ritorna all'attacco saltandogli sulle spalle. Ma il primate lo afferra gettandolo per terra, lo fa capitombolare e lo morde alla spalla. Il leopardo indietreggia e i due animali si fronteggiano minacciosi. Infine il carnivoro si lancia con un grande balzo sul vegetariano ma questo gli assesta un potente colpo di mano sulla sua schiena spezzandogliela.
Vincitore: il gorilla.

## Alligatore americano contro orso nero americano
Dopo aver passato ore in cerca di nidi di alligatore un orso nero americano si dirige sulla riva della palude per saziare la sua sete. Non si accorge che un alligatore americano adulto di 500 kg osserva ogni sua mossa nascosto sott'acqua: e il duello può cominciare. Il rettile balza improvvisamente fuori dall'acqua e agguanta l'orso con le sue mascelle. L'orso cerca di difendersi graffiando il suo aggressore senza risultato poiché questo è protetto dalla corazza, tuttavia l'alligatore non riesce a trascinare il mammifero in acqua ma solo a strappargli un po' di pelle e carne dalla zampa posteriore. Ferito, ma non in forma mortale, l'orso risponde colpendolo alla testa senza ferirlo. L'alligatore non reagisce con decisione poiché è già esausto dopo l'attacco precedente e si limita ad attaccare il rivale con la coda, senza risultato poiché l'orso anticipa la sua mossa. A questo punto all'alligatore non resta che fuggire sulla terraferma, il punto cruciale: l'orso si lancia contro di esso, il rettile tenta un "giro della morte" ma così espone il suo debole ventre agli artigli dell'orso che quindi può ucciderlo graffiandolo a morte.
Vincitore: l'orso.

## Calamaro gigante contro capodoglio
Il capodoglio nuota nelle profondità del mare non accorgendosi che un calamaro gigante gli nuota attorno, tuttavia scopre il calamaro grazie al suo sonar. Il calamaro può benissimo vedere il capodoglio ma rimane momentaneamente stordito dai suoi potenti impulsi sonori. A questo punto il cetaceo è quasi sul punto di afferrarlo con le mascelle, ma il calamaro schiva l'attacco con un guizzo e si avvinghia all'altro animale con i suoi tentacoli cercando di morderlo con la sua bocca a becco. Allora il capodoglio risale in superficie trascinandosi il cefalopode il quale si vede costretto a mollare la presa a causa della pressione dell'acqua. Il calamaro tenta la fuga, ma il capodoglio lo stordisce nuovamente con i suoi impulsi sonori, lo afferra con la bocca e lo ingoia intero.
Vincitore: il capodoglio.